# Movimento dei Comunisti Unitari
Il Movimento dei Comunisti Unitari (MCU) era un partito politico italiano di ispirazione comunista.
Fu fondato il 14 giugno 1995, da una scissione promossa dall'ala del Partito della Rifondazione Comunista che in maggioranza proveniva dall'esperienza politica del PdUP.
Alla sua guida si posero Lucio Magri e Famiano Crucianelli, quest'ultimo già capogruppo alla Camera del PRC e poi coordinatore nazionale del neonato partito.
Il 14 febbraio 1998 confluì nei Democratici di Sinistra..

## Storia

### Le origini: dal PdUP al PRC (1984-1991)
I dirigenti e i parlamentari che parteciparono alla scissione provenivano per la maggior parte dal vecchio Partito di Unità Proletaria per il Comunismo, confluito nel Partito Comunista Italiano nel 1984 e poi nel 1989-1991 tra gli oppositori alla "svolta della Bolognina" di Achille Occhetto che trasformò lo stesso PCI in Partito Democratico della Sinistra.
All'interno del PRC l'area Magri degli ex-PdUP si alleava con la corrente di Armando Cossutta, nominando segretario Fausto Bertinotti, per sostituire il primo segretario nazionale, Sergio Garavini, costretto alle dimissioni nel giugno 1993.

### Il dissenso col PRC (1993-1995)
Dalle dimissioni di Garavini iniziò a maturare il dissenso dell'area verso la maggioranza del PRC che culminò durante il primo semestre del 1995, quando il PRC, ora guidato da Fausto Bertinotti, dovette scegliere che atteggiamento tenere verso il governo Dini.
Nel PRC la grande maggioranza è per il ritorno alle urne e il CPN decide di votare no al governo Dini. Il 25 gennaio 1995 alla Camera Il PRC vota compatto contro il governo Dini.
Il 1º febbraio invece nel gruppo comunista al Senato, Umberto Carpi voterà la fiducia. Per questo episodio, dieci giorni dopo Carpi sarà giudicato e sospeso dal partito per sei mesi.
Per protesta contro questa decisione, il 16 febbraio Gianfranco Nappi e Martino Dorigo si dimettono dagli incarichi direttivi. Il giorno dopo per solidarietà verso Carpi, Garavini si autosospende.
Il 21 febbraio 13 deputati comunisti sottoscrivono un documento contrario al presidente Cossutta. Il documento è firmato da Garavini, Vignali, Altea, Giulietti, Boffardi, Commisso, Calvanese, Sciacca, Scotto di Luzio, Dorigo, Bielli, Vendola e Nappi.
Il 7 marzo l'ala ribelle porta di nuovo i suoi voti al Senato per approvare la manovra economica bis di Dini. Il 16 marzo alla Camera si arriva al culmine: Dini pone la fiducia sulla manovra finanziaria che passa per 6 voti. Qui i 16 voti dei parlamentari del Prc dissidenti risultano decisivi.
Crucianelli è rimosso da capogruppo e sostituito il 30 marzo dal direttore di Liberazione Oliviero Diliberto (sostituito al giornale da Lucio Manisco).
Il partito decide di non prendere provvedimenti disciplinari, ma chiede un «confronto» con l'ala ribelle.

### La scissione (1995)
Il confronto viene bruscamente interrotto il 14 giugno quando 25 dirigenti, tra cui 14 deputati, 3 senatori e 2 europarlamentari decidono di fuoriuscire dal PRC per dar vita al Movimento dei Comunisti per l'Unità, poi Comunisti Unitari.
I deputati Antonio Saia e Tiziana Valpiana, nonostante il dissenso, decidono di restare, mentre Garavini in luglio rende noto che pur ritenendo «giusto dimettersi da Rifondazione Comunista», non è d'accordo sul «costruire l'ennesimo gruppetto di comunisti».

#### Atto di nascita dei Comunisti Unitari
Roma, 14 giugno 1995
Al Presidente del Partito della Rifondazione Comunista
Al Segretario
Ai membri della Direzione
Care compagne e cari compagni,
questa lettera non annuncia alcuna scissione, semplicemente constata una separazione che è già in atto e che, trascinandosi nell'incertezza, rischia oramai non di stimolare ma di ostacolare un confronto di idee, di impedire anziché promuovere un lavoro comune che può e deve continuare su molti terreni e su molte scadenze.
Le ragioni di questa separazione che per entrambe le parti non sono né mediocri né occasionali, appaiono ora più chiare che nel passato più recente.
1) Si è ormai consolidata una svolta di Rifondazione Comunista rispetto al progetto politico approvato dal Congresso, fondato sull'unità a sinistra per una alternativa nel governo del Paese. L'autonomia di Rifondazione comunista è divenuta separazione e isolamento. È una scelta che non approviamo e crediamo possa produrre guasti gravi.
Noi pensiamo che in Italia, e non solo in Italia, siamo ancora nel pieno di una crisi di cui i lavoratori, per primi, pagano il prezzo, e il cui esito mette a rischio la democrazia e l'unità del Paese. Questa crisi non può essere fronteggiata con piccoli aggiustamenti di politica economica o un semplice ricambio di ceto politico: impone grandi riforme e un nuovo assetto di potere nello Stato e nella società. Nasce da qui la nostra sacrosanta polemica nei confronti del "moderatismo". Ma questa esigenza di un nuovo corso si trova a fare i conti con rapporti di forza in Italia e nel mondo, che non solo rendono impensabili rotture immediate e radicali, ma impediscono al movimento di massa nuove conquiste e anche solo un'efficace resistenza ove non si riesca a produrre una svolta politica e ad usare anche gli strumenti di governo. E questa svolta resterà impossibile senza ampie alleanze di cui la sinistra sia il motore e l'anima. Per questo la ricostruzione della sinistra e della sua unità è il passaggio stretto, ma necessario, della fase attuale. Se continua e si accentua la divaricazione tra una sinistra sempre più moderata (cui di riformista resti solo il nome) e una sinistra radicale che si rassegna all'isolamento e si accontenta di esibire il proprio antagonismo, la crisi italiana, quali che ne siano i tempi e gli itinerari, si concluderà con una sconfitta drammatica e duratura che pregiudica anche le speranze più lontane. Il risultato del referendum dimostra in maniera esemplare quanto sia ancora torbida e prevalente la minaccia della nuova destra, quanto essa segni le tendenze profonde del paese.
Non è stata e non è certo solo per responsabilità di Rifondazione se una scelta unitaria ristagna o regredisce a pura convenienza elettorale. Ma il gruppo dirigente di Rifondazione ha concorso a questo esito: i suoi comportamenti nelle istituzioni e nel movimento, le sue analisi, il senso comune che diffonde se è vero che interpretano una sacrosanta protesta sono però sempre più rivolte ad accumulare forze, non ad investirle in uno sforzo di cambiamento della sinistra e del Paese.
Così è stato nei passaggi più delicati della nostra vicenda politica: nella gestione della lunga crisi del Governo Berlusconi, sino al voto sul Governo Dini;nella scelta dell'ostruzionismo anziché di una efficace battaglia per modificare l'accordo sulle pensioni ,che per riuscire ha bisogno di costruire convergenze; nel rifiuto di costruire un'alleanza per le elezioni politiche che abbia, comunque un contenuto programmatico reciprocamente significativo; nella rimozione dell'esperienza dei progressisti e nel rifiuto di ogni processo federativo, primo atto per la ricostruzione di un luogo unitario a sinistra, rispettoso della pluralità dei soggetti.
2) Causa e insieme conseguenza di questa svolta politica è un mutamento dell'identità del partito. Noi, pur provenendo da storie diverse, abbiamo aderito con convinzione al tentativo di rifondare - cioè salvare e trasformare radicalmente - la tradizione comunista italiana. Era un tentativo necessario e siamo fieri di avervi contribuito perché è comunque riuscito a tenere in campo forze preziose e dare voce ed organizzazione al rifiuto dell'omologazione. Era anche un tentativo difficilissimo: perché nasceva non sulla spinta di un pensiero forte e di una rivoluzione vittoriosa, ma sotto il segno di una sconfitta. Con quella sconfitta ,le sue cause e le sue conseguenze , non si poteva e non si pur evitare di fare i conti. Essere comunisti infatti non vuol dire solo essere consapevoli delle ingiustizie e alienazioni permanenti che il sistema capitalistico produce, né solo organizzare la risposta di lotta immediata di chi lo subisce: vuol dire iscrivere questa denuncia e questa protesta in un processo reale, individuandone le tappe e le forze motrici, definire un progetto plausibile di società diversa. Questo sforzo è stato sempre inadeguato nella storia concreta del movimento operaio che, non a caso, ha sempre dovuto fare i conti con il massimalismo e l'opportunismo. Ma anche i suoi risultati parziali, teorico-pratici, sono stati rimessi in discussione dai due eventi grandi di questo fine secolo: la ristrutturazione del capitalismo post-fordista e mondializzato, il crollo delle esperienze del socialismo reale nelle società dell'est. Per questo abbiamo pensato che non dovesse andar perduto il tratto specifico del comunismo italiano che più si era cimentato nella costruzione di una nuova egemonia. Per questo abbiamo scelto, chiamandoci Rifondazione, di misurarci senza censure con le novità del tempo e le lezioni della storia.
Non si pur dire che questo impegno sia stato onorato. È anzi prevalsa, dall'inizio, una pur comprensibile esigenza di rimozione. Alla fine, tuttavia, questo vuoto si è riempito e si sta riempiendo. Anziché ridefinire una nuova identità comunista si sta risuscitando una parte della cultura minoritaria degli anni '70 fondata sulla dilatazione massimalistica della rivendicazione sindacale e sulla predicazione ideologica dei mali del sistema.
Oggi più di ieri questa scelta non solo è priva di prospettiva, ma produce guasti profondi: separa ed isterilisce soggetti, culture, bisogni radicali da forze altrettanto essenziali per la costruzione di un'altra società, e offre loro una visione deformata e consolatoria della realtà. Il rischio più grave di questa scelta è che essa porta a ritagliarsi uno spazio cui lo stesso sistema la destina.. È una cultura diffusa, nasce da cause e spinte reali e con essa occorre fare i conti senza preclusioni e settarismi. Ma per sua natura comporta una rottura sostanziale con il comunismo italiano, riannoda le file di un'altra radice storica, il massimalismo socialista, tanto più consono alla semplificazione e all'agitazione televisiva.
3) Malgrado tutto ciò, e senza tacerlo, abbiamo cercato di agire, e molti che condividono queste posizioni continuano ad agire, come minoranza leale all'interno di Rifondazione. Lo stesso atto di differenziazione in Parlamento lo abbiamo noi stessi avvertito come una scelta grave e non ripetibile. Ma una dialettica che nasce da dissensi tanto rilevanti pur essere praticata all'interno di una stessa organizzazione solo se le si riconosce una legittimità, se esiste una reciproca disponibilità al dialogo e sia le regole che il senso comune assicurano tolleranza e rispetto. E se le diversità di opinioni vengono riconosciute come un valore e come una premessa di quella sintesi unitaria che dovrebbe essere uno degli obbiettivi fondamentali nell'impegno dei gruppi dirigenti e del partito Negli ultimi mesi è prevalsa la spinta opposta: l'emarginazione, il dileggio, l'uso fazioso di "Liberazione" al di là dell'immaginabile, il rifiuto di tener conto dell'obiezione più ragionevole, un'eccitazione stimolata dall'alto dell'intolleranza diffusa. Insomma, il famoso "disprezzo", espressione insensata di fronte ad ogni atto politico, se non poggia sull'attribuzione di losche motivazioni morali. A questo punto la convivenza, almeno per molti di noi, è diventata essa stessa stimolo ed occasione per un peggioramento dei rapporti politici e personali. Dobbiamo interrompere questa deriva. Perciò la cosa più importante che vogliamo dirvi in questa lettera riguarda le nostre intenzioni.
Non vogliamo costruire, comunque lo si chiami, un nuovo partito in concorrenza e in conflitto con Rifondazione. Anzi, vogliamo batterci per l'unità della sinistra ed allo stesso tempo contribuire a rinnovare e sviluppare nel nostro paese una identità comunista; impegnandoci dunque anche contro la discriminazione ideologica e politica verso Rifondazione Comunista. Intendiamo misurarci con la possibilità e la necessità di un'organizzazione federativa delle diverse forze della sinistra, per favorire l'incontro fra diversi soggetti che devono conservare la loro autonomia politica, culturale ed organizzativa.
Chiediamo a tutti i comunisti e in primo luogo a noi stessi, di cimentarsi con l'obiettivo politico del governo e di verificare le condizioni politiche e programmatiche di una "coalizione democratica". Dovrebbe essere chiaro che il destino di questa alleanza i già segnato senza una sinistra riconoscibile per valori, cultura e vocazione riformatrice. Infine, vogliamo promuovere forme e occasioni di confronto e di iniziativa politica nelle quali singoli ed organizzazioni diverse possano senza pregiudizio delle proprie appartenenze ritrovare la possibilità di un lavoro comune. Ci auguriamo che questa volontà sia reciproca.
Altea, Lopez, Bielli, Magri, Boffardi (che comunque non aderirà ai Comunisti Unitari), Manca, Bolognesi, Napolitano, Calvanese, Nappi, Castellina, Paolini, Commisso, Pettinari, Crucianelli, Rossi, Del Fattore, Sciacca, Dorigo, Scotto di Luzio, Garavini, Serri, Guerra, Vignali

### Le politiche del 1996 e la partecipazione al governo
Il movimento si presentò alle elezioni politiche del 1996 all'interno delle liste del PDS e de l'Ulivo eleggendo complessivamente otto deputati (Angelo Altea, Bielli, Bolognesi, Crucianelli, Mauro Guerra, Nappi, Sciacca e Adriano Vignali).
Partecipò al governo Prodi I con Rino Serri sottosegretario agli Esteri.
Nel giugno 1996 ci fu l'unica partecipazione elettorale di una lista del MCU, ossia alle elezioni comunali di Taranto, dove ottenne l'1,55% dei voti, nella coalizione di centrosinistra che sosteneva la candidatura a sindaco di Ippazio Stefano.

### La confluenza nei DS (1998)
Il 14 febbraio 1998 i Comunisti Unitari furono cofondatori (con PDS, Cristiano Sociali, Riformatori per l'Europa, Sinistra Repubblicana, Federazione Laburista e Agire Solidale) dei Democratici di Sinistra (DS).
Magri non aderì ai DS ritornando alla professione di giornalista per il manifesto, dando vita alla Rivista del Manifesto. Neanche Lopez aderì ai DS tornando ad insegnare lingua e letteratura latina alla terza università di Roma.

### I Comunisti Unitari dopo il 1998
Gran parte degli altri ex-comunisti unitari ha fatto parte della corrente DS Sinistra DS-Per tornare a vincere capeggiata da Fabio Mussi e Giovanni Berlinguer (il "Correntone"). Luciano Pettinari, invece, è stato uno dei principali esponenti di un'altra area di minoranza, Sinistra DS-Per il socialismo, guidata da Cesare Salvi. Marida Bolognesi era infine esponente della maggioranza dei DS.
Con la confluenza dei DS nel Partito Democratico gli ex-MCU collocati nell'area sinistra abbandonarono il partito e parteciparono alla fondazione di Sinistra Democratica per il Socialismo Europeo; Marida Bolognesi si impegnò invece nella costruzione dell'area A Sinistra.
Nel febbraio 2008 i principali esponenti di SD transitati per l'MCU passano nel PD (con l'eccezione di spicco di Pettinari) dando vita all'associazione Una Sinistra per il Paese per poi aderire al PD e fondare A Sinistra.

## Stampa
Come organi di stampa, l'MCU ha usato il settimanale Cominform e poi dal giugno 1998, dopo 117 numeri, Aprile che nel gennaio 2000, dopo 71 numeri, diverrà mensile e organo principale dell'area del Correntone e, poi, di SD e di Sinistra per il Paese.

## Coordinatori nazionali
- Famiano Crucianelli (1995-1998)

## Nelle istituzioni

### Camera dei deputati
- Gruppo misto

| XII legislatura |
| --------------- |
| 16 deputati     |

- Gruppo PDS - L'Ulivo

| XIII legislatura |
| ---------------- |
| 8 deputati       |

### Senato
- Gruppo misto

| XII legislatura |
| --------------- |
| 3 senatori      |

### Parlamento europeo
- Nei gruppi GUE e PSE

| IV legislatura |
| -------------- |
| 2 eurodeputati |

### Governi
- Governo Prodi I
  - Rino Serri, Sottosegretario agli Esteri